# Margarita Xhepa
Margarita Xhepa, född 2 april 1932 i Lushnja, död 3 april 2025 i Tirana, var en albansk skådespelerska. 
Xhepa inledde sin karriär som skådespelerska vid nationalteatern (albanska: Teatri kombëtar) i Tirana. Där spelade hon roller i pjäser av bland annat Anton Tjechov, Friedrich Schiller och Nikolaj Gogol.
År 1962 var hon, tillsammans med Luigj Gurakuqi Jr., den första värden i den albanska musikfestivalen Festivali i Këngës som vanns av Vaçe Zela med låten "Fëmija i parë".
Margarita Xhepa tilldelades utmärkelsen folkets artist i Albanien (albanska: Artist i populli).